# Lista över världsmästare i tungviktsboxning

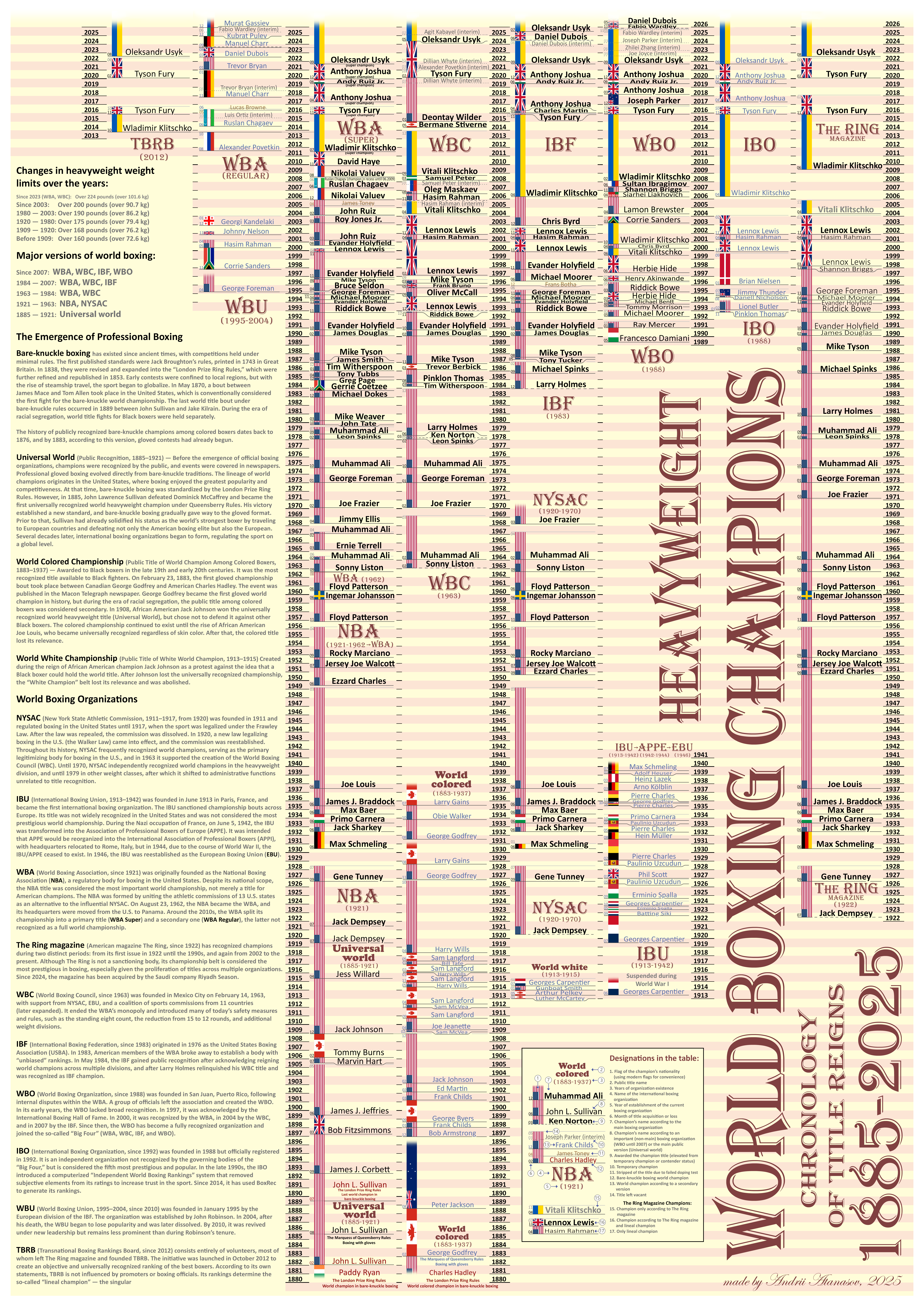
Listan över världsmästare i grafik

Detta är en kronologisk lista över världsmästare i tungviktsboxning som redovisar mästare som boxades/boxas efter markisen av Queensberrys regler, införda på 1890-talet. Den omfattar sålunda inte mästare erkända under de tidigare (och under en period samtidigt) rådande Jack Broughtons eller London Prize Rings regler.

## Ett världsmästerskaps erkännande

### 1885–1910
En världsmästare kunde erkännas först efter ett offentligt anspråk. En mästare på den här tiden kunde vara en boxare som vunnit en anmärkningsvärd seger över en stark boxare och därefter fortsatt att vinna. Boxare som slutade och oklara matchresultat kunde ibland leda till att en titel under vissa perioder delades av flera män som gjorde anspråk på densamma.

### 1910–1961

#### Organisationer som utsåg världsmästare
- International Boxing Union (IBU), grundat i Paris 1910. Bytte namn till European Boxing Union 1946. Organiserade VM-matcher från 1913 till 1963 varpå man uppgick i nybildade World Boxing Council (WBC).
- New York State Athletic Commission (NYSAC), bildat 1920. Organiserade VM-matcher och utsåg mästare fram till det tidiga 1970-talet tills man blev en underlydande medlem av World Boxing Council (WBC).
- National Boxing Association (NBA) bildades i USA 1921.
- Andra organ såsom National Sporting Club från Storbritannien och California State Athletic Commission med bas i USA valde också de att vid vissa tillfällen erkänna egna  världsmästare.

### 1961–nutid

#### Organisationer som nu utser världsmästare
- World Boxing Association (WBA), som erkände sin första tungviktsvärldsmästare 1921 som National Boxing Association (NBA). 1962 tog man namnet WBA.
- World Boxing Council (WBC), som erkände sin första tungviktsvärldsmästare 1963.
- International Boxing Federation (IBF), som erkände sin första tungviktsvärldsmästare 1983.
- World Boxing Organization (WBO), som erkände sin första tungviktsvärldsmästare 1989.

Utöver dessa organisationer finns ytterligare andra som arrangerar matcher och utser mästare i olika klasser; däribland World Boxing Union, International Boxing Association, World Boxing Federation med flera. Dessa har dock i skrivande stund (dec 2015) fortfarande ett ganska begränsat anseende och värde varför de inte heller på denna lista ges någon plats. 

## Lista över världsmästare
(Universellt erkända eller enligt erkännande av någon av organisationerna WBA, WBC, IBF och WBO eller deras tidigare varianter under annat namn)
| Från datum | Till datum           | Mästare                       | Erkänd av           | Nationalitet          |
| --- | -------------------- | ----------------------------- | ------------------- | --------------------- |
| 29 augusti 1885 | 7 september 1892     | John L. Sullivan              | Universell          | Amerikan              |
| Sullivan besegrade Paddy Ryan 1882 och vann därmed titeln Amerikas boxningsmästare (utan handskar). Med bristen på legitima utmanare utanför Amerika vann Sullivan gradvis erkännande som världsmästare. Den 29 augusti 1885 besegrade han Dominick McCaffrey i Chester Park, Cincinnati, i en match som beskrevs som "För att avgöra Markisen av Queensberrys handsktävling om mästerskapet i världen". |                      |                               |                     |                       |
| 7 september 1892 | 17 mars 1897         | James J. Corbett              | Universell          | Amerikan              |
| År 1895 meddelade Corbett sin pensionering från boxningen och nominerade därpå sin skyddsling Steve O'Donnell som sin efterträdare till VM-titeln. Traditionen krävde dock att O'Donnell skulle vinna titeln också i ringen så han matchades då mot den irländske boxaren Peter Maher i en match på Empire Athletic Club i Maspeth, New York, den 11 november 1895. Maher överraskande dock och besegrade O'Donnell via knockout i första ronden. Men allmänheten godkände inte riktigt den nye mästaren och även Maher själv uttryckte en önskan att få möta Corbett om den "riktiga" titeln. Maher försvarade i alla fall sin "världstitel" mot den brittiskfödde Bob Fitzsimmons i Coahuila de Zaragoza i Mexiko 21 februari 1896, men blev nu själv ett offer för en KO i rond 1. Fitzsimmons slog sedan den irländske boxaren Tom Sharkey från Dundalk 2 december 1896 i San Francisco, i en match som utmålades som gällande tungviktstiteln. Sharkey tilldelades segern på diskvalifikation i rond 8 av domaren, Wyatt Earp (!). Corbett meddelade därpå sin återkomst till ringen i slutet av 1896 och de anspråk som Maher, Fitzsimmons (fram till 1897) och Sharkey gjorde på att vara mästare brukar man i efterhand historiskt sett därför ignorera. Mästarna av den här versionen av VM-titeln skulle i så fall vara: Peter Maher Irland, 11 november 1895-21 februari 1896 Bob Fitzsimmons Storbritannien, 21 februari 1896-2 december 1896 Tom Sharkey Irland, 2 december 1896-1897 . |                      |                               |                     |                       |
| 17 mars 1897 | 9 juni 1899          | Bob Fitzsimmons               | Universell          | Britt                 |
| Fitzsimmons blev amerikansk medborgare 1898. |                      |                               |                     |                       |
| 9 juni 1899 | 13 maj 19051         | James J. Jeffries             | Universell          | Amerikan              |
| Jeffries var den första mästaren under de nya reglerna att avsäga sig titeln. Man förklarade då att vinnaren av en match mellan Marvin Hart och Jack Root skulle bli nästa legitima mästare. Jeffries skulle dock senare komma att återvända till ringen för att möta den framtida mästaren Jack Johnson. |                      |                               |                     |                       |
| 3 juli 1905 | 23 februari 1906     | Marvin Hart                   | Universell          | Amerikan              |
| 23 februari 1906 | 26 december 1908     | Tommy Burns                   | Universell          | Kanadensare           |
| 26 december 1908 | 5 april 1915         | Jack Johnson                  | Universell          | Amerikan              |
| Jack Johnsons vägran att fullfölja det avtal hans manager skrivit gällande ett titelförsvar mot den brittiska mästaren ledde till att det största boxningsorganet utanför USA, National Sporting Club i London, tog tillbaka sitt erkännande av Johnson som mästare. De matchade istället kanadensiska Sam Langford och den brittiska mästaren William "Iron" Hague mot varandra för sin egen version av VM-titeln. Langford besegrade Hague på knockout i rond 4 i London den 24 maj 1909 och återvände sedan hem till Nordamerika men gjorde aldrig något anspråk på att vara världsmästare. |                      |                               |                     |                       |
| 5 april 1915 | 4 juli 1919          | Jess Willard                  | Universell          | Amerikan              |
| 4 juli 1919 | 23 september 1926    | Jack Dempsey                  | Universell          | Amerikan              |
| 23 september 1926 | 31 juli 19282        | Gene Tunney                   | Universell          | Amerikan              |
| Tunney tillkännagav sin pensionering från professionell boxning 31 juli 1928 och avsade sig samtidigt sin VM-titel. |                      |                               |                     |                       |
| 12 juni 1930 | 7 januari 1931       | Max Schmeling                 | Universell          | Tysk                  |
| Schmeling besegrade Jack Sharkey för att bli universellt erkänd som mästare, men i januari 1931 togs NYSAC:s version av titeln ifrån honom då han vägrade ett returmöte med Sharkey. NYSAC:s titel förblev vakant tills Schmeling och Sharkey till slut ändå möttes 1932. |                      |                               |                     |                       |
| 7 januari 1931 | 21 juni 1932         | Max Schmeling                 | NBA, IBU (-)        | Tysk                  |
| 21 juni 1932 | 29 juni 1933         | Jack Sharkey                  | Universell          | Amerikan              |
| 29 juni 1933 | 14 juni 1934         | Primo Carnera                 | Universell          | Italienare            |
| 14 juni 1934 | 13 juni 1935         | Max Baer                      | Universell          | Amerikan              |
| I slutet av 1934 beordrade Internationell Boxing Union världsmästaren Max Baer att försvara sin titel mot den regerande europeiske mästaren, Pierre Charles från Belgien. När Baer i stället valde att möta James J. Braddock drog de tillbaka sitt erkännande av honom som mästare. IBU matchade därefter Charles mot den amerikanska tungviktaren George Godfrey för sin version av titeln i en match som ägde rum i Bryssel i Belgien 2 oktober 1935. Godfrey vann på poäng efter femton ronder men gjorde inget anspråk på mästerskapet och var sedan inaktiv de kommande två åren. IBU erkände därpå Baers efterträdare på tronen, James J. Braddock, som mästare. |                      |                               |                     |                       |
| 13 juni 1935 | 22 juni 1937         | James J. Braddock             | Universell          | Amerikan              |
| 22 juni 1937 | 1 mars 19492         | Joe Louis                     | Universell          | Amerikan              |
| Louis innehar rekordet för längsta regeringstid (11 år, 8 månader och 8 dagar), liksom rekordet för flest framgångsrika titelförsvar (25). Louis avsade sig titeln och drog sig tillbaka som obesegrad mästare. Dock skulle dåliga affärer tvinga honom att göra comeback några år senare. |                      |                               |                     |                       |
| 22 juni 1949 | 27 september 1950    | Ezzard Charles                | NBA                 | Amerikan              |
| Charles besegrade Jersey Joe Walcott för att vinna den vakanta National Boxing Association-titeln men var inte universellt erkänd förrän i juni 1951. |                      |                               |                     |                       |
| 6 juni 1950 | 16 juni 1951         | Lee Savold                    | EBU                 | Amerikan              |
| Vid Joe Louis avsägande av världsmästarbältet i mars 1949 meddelade European Boxing Union att en match i maj samma år mellan Lee Savold från USA och den brittiske mästaren Bruce Woodcock skulle avgöra vem de skulle erkänna som ny tungviktsmästare. NYSAC och British Boxing Board of Control (BBBofC) beslutade också de att erkänna vinnaren i matchen som sin mästare, men hela tillställningen sköts upp i över ett år på grund av de skador Woodcock under våren fått i en bilolycka. NYSAC beslutade då att istället erkänna vinnaren av den kommande matchen mellan Ezzard Charles och Joe Louis i september 1950 som sin mästare. Louis gjorde nu comeback i ringen efter en frånvaro på 27 månader. När matchen om EBU och BBBofC tungviktstitlar slutligen ägde rum i juni 1950 besegrade Savold Woodcock i rond 4. |                      |                               |                     |                       |
| 27 september 1950 | 16 juni 1951         | Ezzard Charles                | NBA, NYSAC          | Amerikan              |
| 16 juni 1951 | 18 juli 1951         | Ezzard Charles                | Universell          | Amerikan              |
| Efter Lee Savolds nederlag mot Joe Louis i en icke-titelmatch i juni 1951, ansågs han inte av varken EBU eller BBBofC längre vara världsmästare och de båda organisationerna erkände nu istället omedelbart Ezzard Charles som hade besegrat Louis genom ett enhälligt domarbeslut den 27 september 1950. Charles blev då universellt erkänd som världsmästare i tungviktsboxning. |                      |                               |                     |                       |
| 18 juli 1951 | 23 september 1952    | Jersey Joe Walcott            | Universell          | Amerikan              |
| 23 september 1952 | 27 april 19562       | Rocky Marciano                | Universell          | Amerikan              |
| Marciano drog sig som obesegrad världsmästare tillbaka från boxningen i april 1956 och avsade sig då sin titel. |                      |                               |                     |                       |
| 30 november 1956 | 26 juni 1959         | Floyd Patterson               | Universell          | Amerikan              |
| Patterson, Tommy Jackson och regerande mästaren i lätt tungvikt, Archie Moore, matchades i ett tremannamöte för att överta den vakanta titeln efter Rocky Marcianos pensionering. Patterson besegrade Jackson genom ett kontroversiellt delat domarbeslut i juni 1956 och sedan Moore i november samma år för att erkännas som ny världsmästare. Efter att ha besegrat Moore mötte Patterson Jackson en andra gång för att en gång för alla räta ut eventuella frågetecknen gällande sin legitimitet som mästare; detta i en match han vann på TKO den 29 juli 1957. |                      |                               |                     |                       |
| 26 juni 1959 | 20 juni 1960         | Ingemar Johansson             | Universell          | Svensk                |
| 20 juni 1960 | 25 september 1962    | Floyd Patterson (2:a gång)    | Universell          | Amerikan              |
| Patterson blev genom sin seger över Johansson i returmötet historisk som den förste före detta mästaren att återta sin titel. |                      |                               |                     |                       |
| 25 september 1962 | 25 februari 1964     | Sonny Liston                  | Universell          | Amerikan              |
| 25 februari 1964 | 19 juni 1964         | Muhammad Ali (Cassius Clay)   | Universell          | Amerikan              |
| WBA och NYSAC tog tillbaka erkännandet av Clay (senare namnbyte till Muhammad Ali) som mästare då denne gick en returmatch mot Sonny Liston; en kränkning av organisationens dåtida regler. WBC och andra organisationer fortsatte dock att erkänna Clay som mästare. |                      |                               |                     |                       |
| 19 juni 1964 | 6 februari 1967      | Muhammad Ali                  | WBC                 | Amerikan              |
| 5 mars 1965 | 6 februari 1967      | Ernie Terrell                 | WBA, NYSAC          | Amerikan              |
| Terrell besegrade Eddie Machen för att vinna den vakanta WBA-titeln. Han försvarade sedan titeln två gånger innan världsmästerskapet åter enades då han förlorade sitt bälte till Ali i februari 1967. |                      |                               |                     |                       |
| 6 februari 1967 | 29 april 1967        | Muhammad Ali                  | Universell          | Amerikan              |
| WBA, WBC, NYSAC och flera andra amerikanska delstatsboxningskommissioner drog tillbaka sitt erkännande av Ali som mästare i början av 1967 efter hans vägran att göra sin värnplikt i Vietnam. |                      |                               |                     |                       |
| 4 mars 1968 | 16 februari 1970     | Joe Frazier                   | NYSAC               | Amerikan              |
| Frazier besegrade Buster Mathis i en match som erkändes av boxningskommissionerna i Illinois, Maine, Massachusetts, New York och Pennsylvania som en match om "Världens tungviktstitel". Ett liknande epitet, "Världsmästerskap", gavs av Athletic Commission of Texas kring en match Frazier vann mot Dave Zyglewicz 22 april 1969. |                      |                               |                     |                       |
| 27 april 1968 | 16 februari 1970     | Jimmy Ellis                   | WBA                 | Amerikan              |
| Ellis blev erkänd som världsmästare efter att ha segrat i en åttamans-turnering sanktionerad av WBA i syfte att fylla deras vakanta titel. Bland deltagarna fanns Ellis, Leotis Martin, Jerry Quarry, Oscar Bonavena, Karl Mildenberger, Thad Spencer, före detta WBA-mästaren Ernie Terrell och tidigare obestridda mästaren Floyd Patterson. Joe Frazier erbjöds möjlighet att delta, men tackade nej till inbjudan. |                      |                               |                     |                       |
| 16 februari 1970 | 22 januari 1973      | Joe Frazier                   | Universell          | Amerikan              |
| Frazier och WBA-mästaren Jimmy Ellis möttes 16 februari 1970 för att ena tungviktstiteln. Frazier klev in i ringen erkänd som "världsmästare" av flera amerikanska boxningskommissioner, Ellis som mästare erkänd av WBA. WBC, vars titel hade förblivit vakant efter deras tillbakadragande av Alis titel, beslutade att erkänna vinnaren av matchen, Frazier, som sin mästare. Frazier besegrade sedan Ali den 8 mars 1971 för att häva alla eventuella tvivel på att han var den obestridde mästaren. |                      |                               |                     |                       |
| 22 januari 1973 | 30 oktober 1974      | George Foreman                | Universell          | Amerikan              |
| 30 oktober 1974 | 15 februari 1978     | Muhammad Ali (2:a gång)       | Universell          | Amerikan              |
| 15 februari 1978 | 18 mars 19783        | Leon Spinks                   | Universell          | Amerikan              |
| För första gången drog ett sanktionerande organ tillbaka sitt erkännande av en mästare på grundval av hans vägran att möta dess utsedda obligatoriska utmanare, Ken Norton. Spinks hade istället kommit överens om ett returmöte med Muhammed Ali. |                      |                               |                     |                       |
| 18 mars 1978 | 15 september 19783   | Leon Spinks                   | WBA, (-)            | Amerikan              |
| 18 mars 1978 | 9 juni 1978          | Ken Norton                    | WBC                 | Amerikan              |
| I att aldrig tidigare skådat kliv i tungviktsdivisionen blev Norton omedelbart erkänd som WBC-mästare när Leon Spinks tecknat ett avtal om ett returmöte med förre mästaren Muhammad Ali. Vid tiden hade Norton utsetts till WBC:s obligatoriska utmanare baserad på en seger över Jimmy Young. Efter att ha blivit utnämnd till mästare krävdes det att Norton försvarade titeln mot organisationens nya obligatoriska utmanare, Larry Holmes. En match Norton förlorade - ihop med sin nyvunna titel. |                      |                               |                     |                       |
| 9 juni 1978 | 11 december 19831    | Larry Holmes                  | WBC                 | Amerikan              |
| Holmes avstod sin WBC-titel för att istället acceptera världsmästartiteln från International Boxing Federation, en nybildad organisation sprungen ur WBA. |                      |                               |                     |                       |
| 15 september 1978 | 27 april 19791       | Muhammad Ali (3:e gång)       | WBA                 | Amerikan              |
| Menande att hans karriär var över avsade sig Ali sin WBA-titel i utbyte mot betalning från promotorn Don King som ville få till stånd en match mellan dåvarande WBC-mästaren Larry Holmes och John Tate för att kora en obestridd mästare. Matchen förverkligades aldrig, och Ali återvände 1980 till ringen där han dock förlorade stort mot Holmes. |                      |                               |                     |                       |
| 20 oktober 1979 | 31 mars 1980         | John Tate                     | WBA                 | Amerikan              |
| Tate besegrade Gerrie Coetzee för att vinna den vakanta titeln. |                      |                               |                     |                       |
| 31 mars 1980 | 10 december 1982     | Mike Weaver                   | WBA                 | Amerikan              |
| 10 december 1982 | 23 september 1983    | Michael Dokes                 | WBA                 | Amerikan              |
| 23 september 1983 | 1 december 1984      | Gerrie Coetzee                | WBA                 | Sydafrikan            |
| 11 december 1983 | 21 september 1985    | Larry Holmes                  | IBF, (-)            | Amerikan              |
| Holmes tilldelades titeln som IBF:s första mästare. |                      |                               |                     |                       |
| 9 mars 1984 | 31 augusti 1984      | Tim Witherspoon               | WBC                 | Amerikan              |
| Witherspoon besegrade Greg Page för att vinna den vakanta titeln. |                      |                               |                     |                       |
| 31 augusti 1984 | 22 mars 1986         | Pinklon Thomas                | WBC                 | Amerikan              |
| 1 december 1984 | 29 april 1985        | Greg Page                     | WBA                 | Amerikan              |
| 29 april 1985 | 17 januari 1986      | Tony Tubbs                    | WBA                 | Amerikan              |
| 21 september 1985 | 19 februari 19873    | Michael Spinks                | IBF                 | Amerikan              |
| Spinks erkännande som IBF-mästare drogs tillbaka när han skrev kontrakt för att boxas mot den populäre Gerry Cooney snarare än organisationens utmanare nr 1, Tony Tucker. Spinks skulle dock fortsatt ha ett brett erkännande som den linjära mästaren (inklusive The Ring Magazines erkännande) ända fram till sin förlust mot Mike Tyson 27 juni 1988. |                      |                               |                     |                       |
| 17 januari 1986 | 12 december 1986     | Tim Witherspoon (2:a gång)    | WBA                 | Amerikan              |
| 22 mars 1986 | 22 november 1986     | Trevor Berbick                | WBC                 | Kanadensare           |
| Jamaica-födde Berbick var naturaliserad kanadensisk medborgare. |                      |                               |                     |                       |
| 22 november 1986 | 7 mars 1987          | Mike Tyson                    | WBC                 | Amerikan              |
| 12 december 1986 | 7 mars 1987          | James "Bonecrusher" Smith     | WBA                 | Amerikan              |
| 7 mars 1987 | 1 augusti 1987       | Mike Tyson                    | WBA, WBC            | Amerikan              |
| 30 maj 1987 | 1 augusti 1987       | Tony Tucker                   | IBF                 | Amerikan              |
| Tucker, organisationens försterankade utmanare, matchades mot James Buster Douglas om den lediga mästerskapstiteln efter att Spinks blivit fråntagen densamma. Efter att Tucker segrat i matchen ställdes han nästan omedelbart mot Mike Tyson i en match som skulle förena IBF-, WBA- och WBC-titlarna. Tuckers regeringstid som tungviktsmästare är den kortaste någonsin. |                      |                               |                     |                       |
| 1 augusti 1987 | 6 maj 1989           | Mike Tyson                    | Universell          | Amerikan              |
| Även om Tyson var erkänd som mästare av IBF, WBA och WBC var han inte allmänt erkänd förrän 27 juni 1988 när han besegrade innehavaren av The Ring Magazines linjära titel, Michael Spinks. |                      |                               |                     |                       |
| 6 maj 1989 | 11 januari 1991      | Francesco Damiani             | WBO                 | Italienare            |
| Damiani besegrade Johnny duPlooy för att bli den förste mästaren erkänd av nybildade World Boxing Organization som hade splittrats ut från WBC 1988. Trots detta var allmänhetens uppfattning att Mike Tyson var den sanna, linjära mästaren opåverkad. |                      |                               |                     |                       |
| 6 maj 1989 | 11 februari 1990     | Mike Tyson                    | IBF, WBA, WBC       | Amerikan              |
| Tyson inte längre universellt erkänd som "den enda mästaren" då den nya Boxningsorganisationen WBO fått sin första världsmästare. |                      |                               |                     |                       |
| 11 februari 1990 | 25 oktober 1990      | James "Buster" Douglas        | IBF, WBA, WBC       | Amerikan              |
| 25 oktober 1990 | 13 november 1992     | Evander Holyfield             | IBF, WBA, WBC       | Amerikan              |
| 11 januari 1991 | 24 december 19913    | Ray Mercer                    | WBO                 | Amerikan              |
| 15 maj 1992 | 3 februari 19933     | Michael Moorer                | WBO                 | Amerikan              |
| Moorer besegrade Bert Cooper för att vinna den vakanta titeln. |                      |                               |                     |                       |
| 13 november 1992 | 14 december 19923    | Riddick Bowe                  | IBF, WBA, WBC       | Amerikan              |
| Bowes erkännande som mästare för WBC drogs tillbaka när han vägrade att möta organisationens obligatoriska utmanare, Lennox Lewis. |                      |                               |                     |                       |
| 14 december 1992 | 6 november 1993      | Riddick Bowe                  | IBF, WBA, (-)       | Amerikan              |
| 14 december 1992 | 24 september 1994    | Lennox Lewis                  | WBC                 | Britt                 |
| Efter prejudikatet 1978 då WBC tilldelade Ken Norton sin titel efter att mästaren vägrat möta deras obligatoriska utmanare, gjorde man nu likadant. Riddick Bowe fråntogs titeln och organisationen tilldelade nu Lennox Lewis titeln; detta baserat på att han 31 oktober 1992 besegrat Donovan "Razor" Ruddock i en match som utsett deras "obligatoriska utmanare." |                      |                               |                     |                       |
| 7 juni 1993 | 29 oktober 1993      | Tommy Morrison                | WBO                 | Amerikan              |
| Morrison besegrade George Foreman för att vinna den vakanta titeln. |                      |                               |                     |                       |
| 29 oktober 1993 | 19 mars 1994         | Michael Bentt                 | WBO                 | Amerikan              |
| 6 november 1993 | 22 april 1994        | Evander Holyfield (2:a gång)  | IBF, WBA            | Amerikan              |
| 19 mars 1994 | 11 mars 1995         | Herbie Hide                   | WBO                 | Britt                 |
| 22 april 1994 | 5 november 1994      | Michael Moorer (2:a gång)     | IBF, WBA            | Amerikan              |
| 24 september 1994 | 2 september 1995     | Oliver McCall                 | WBC                 | Amerikan              |
| 5 november 1994 | 4 mars 19953         | George Foreman (2:a gång)     | IBF, WBA            | Amerikan              |
| Foreman blev den äldsta mästaren i tungviktsboxningens historia genom att slå ut Michael Moorer. Foremans erkännande som WBA-mästare drogs tillbaka när han skrev kontrakt om ett möte med tyske Axel Schulz snarare än organisationens försteutmanare, Tony Tucker. |                      |                               |                     |                       |
| 4 mars 1995 | 28 juni 19953        | George Foreman                | IBF, (-)            | Amerikan              |
| IBF drog tillbaka sitt erkännande av Foreman när han avböjde ett returmöte med Axel Schulz. Schultz matchades då mot Francois Botha om den vakanta titeln. Matchen ägde rum 9 december 1995 i Stuttgart, Tyskland och resulterade i en poängseger för Botha. Botha testade dock positivt för en anabola steroid i ett drogtest efter matchen och resultatet ändrades därför till en no-contest. Foreman fortsatte att boxas som den linjära mästaren tills han kontroversiellt förlorade mot Shannon Briggs genom ett majoritetsbeslut 22 november 1997, varpå han lade handskarna på hyllan. |                      |                               |                     |                       |
| 11 mars 1995 | 1 maj 19961          | Riddick Bowe (2:a gång)       | WBO                 | Amerikan              |
| 8 april 1995 | 7 september 1996     | Bruce Seldon                  | WBA                 | Amerikan              |
| Seldon, som blev WBA:s utmanare nr 2 när de drog tillbaka sitt erkännande av George Foreman, besegrade organisationens utmanare nr 1, Tony Tucker, för att vinna den vakanta titeln. |                      |                               |                     |                       |
| 2 september 1995 | 16 mars 1996         | Frank Bruno                   | WBC                 | Britt                 |
| 16 mars 1996 | 7 september 1996     | Mike Tyson (2:a gång)         | WBC                 | Amerikan              |
| 22 juni 1996 | 8 november 1997      | Michael Moorer (3:e gång)     | IBF                 | Amerikan              |
| Moorer besegrade Axel Schulz för att vinna den vakanta titeln. |                      |                               |                     |                       |
| 29 juni 1996 | 17 februari 19971    | Henry Akinwande               | WBO                 | Britt                 |
| Akinwande hade varit rankad som WBC:s utmanare nr 2 när han vann den vakanta WBO-titeln mot Jeremy Williams. WBC, som en del av sin politik efter bildandet av WBO, tog då bort Akinwande från sina listor helt och hållet. I utbyte mot möjligheten att matchas mot regerande WBC-mästaren Lennox Lewis skulle Akinwande avstå sin WBO-titel. |                      |                               |                     |                       |
| 7 september 1996 | 24 september 19961   | Mike Tyson                    | WBC, WBA            | Amerikan              |
| Tyson och tidigare WBC-mästaren Lennox Lewis hade nått en "preliminär överenskommelse" om att mötas efter Tysons match mot Bruce Seldon. Före Seldon-matchen blev dock inget avtal skrivet. Lewis menade dock att överenskommelsen med Tyson var lagligt bindande och stämde därför Tyson som nu inte längre ämnade möta britten. Som en del av den juridiska uppgörelse som följde avsade sig Tyson sin WBC-titel. |                      |                               |                     |                       |
| 24 september 1996 | 9 november 1996      | Mike Tyson                    | WBA, (-)            | Amerikan              |
| 9 november 1996 | 8 november 1997      | Evander Holyfield (3:e gång)  | WBA                 | Amerikan              |
| 7 februari 1997 | 13 november 1999     | Lennox Lewis (2:a gång)       | WBC                 | Britt                 |
| Lewis besegrade Oliver McCall för att vinna den vakanta titeln. |                      |                               |                     |                       |
| 28 juni 1997 | 26 juni 1999         | Herbie Hide (2:a gång)        | WBO                 | Britt                 |
| Hide besegrade Tony Tucker för att vinna den vakanta titeln. |                      |                               |                     |                       |
| 8 november 1997 | 13 november 1999     | Evander Holyfield             | WBA, IBF            | Amerikan              |
| 26 juni 1999 | 1 april 2000         | Vitalij Klitschko             | WBO                 | Ukrainare             |
| 13 november 1999 | 29 april 20001       | Lennox Lewis                  | WBC, WBA, IBF       | Britt                 |
| I början av 2000 stämde WBA:s utmanare nr 1, John Ruiz, Lennox Lewis och hela WBA, hävdande att WBA bröt mot sina egna regler genom att inte tvinga fram en match mellan honom och Lewis. En domstol i New Jersey dömde till förmån för Ruiz och bestämde att Lewis antingen mötte Ruiz i sitt nästa titelförsvar eller så skulle han avstå från WBA-titeln. Lewis valde då att istället möta Michael Grant i en mer lukrativ match och meddelade WBA att han därmed skulle avstå sin titel. |                      |                               |                     |                       |
| 1 april 2000 | 14 oktober 2000      | Chris Byrd                    | WBO                 | Amerikan              |
| 29 april 2000 | 22 april 2001        | Lennox Lewis                  | IBF, WBC, (-)       | Britt                 |
| 12 augusti 2000 | 3 mars 2001          | Evander Holyfield (4:e gång)  | WBA                 | Amerikan              |
| Holyfield besegrade John Ruiz för att vinna den vakanta titeln. |                      |                               |                     |                       |
| 14 oktober 2000 | 8 mars 2003          | Wladimir Klitschko            | WBO                 | Ukrainare             |
| 3 mars 2001 | 1 mars 2003          | John Ruiz                     | WBA                 | Amerikan              |
| Vid sin seger över Evander Holyfield blev Ruiz den första personen i historien med spanska anor som blivit världsmästare i tungviktsboxning. |                      |                               |                     |                       |
| 22 april 2001 | 17 november 2001     | Hasim Rahman                  | IBF, WBC            | Amerikan              |
| 17 november 2001 | 5 september 20021    | Lennox Lewis (3:e gång)       | IBF, WBC            | Britt                 |
| 5 september 2002 | 6 februari 20042     | Lennox Lewis                  | WBC, (-)            | Britt                 |
| Lewis avstod IBF-titeln på begäran av promotorn Don King som ville arrangera en mästerskapsmatch mellan Evander Holyfield och Chris Byrd om den i så fall vakanta titeln. King betalade enligt uppgift Lewis 1 000 000 dollar som ersättning. |                      |                               |                     |                       |
| 14 december 2002 | 22 april 2006        | Chris Byrd (2:a gång)         | IBF                 | Amerikan              |
| Byrd besegrade Evander Holyfield för att vinna den vakanta titeln. |                      |                               |                     |                       |
| 1 mars 2003 | 20 februari 20041    | Roy Jones Jr.                 | WBA                 | Amerikan              |
| Efter segern över John Ruiz höll Jones WBA:s titlar i lätt tungvikt och tungvikt samtidigt. På hans begäran gick WBA ifrån sina egna regler kring dylika situationer och utsåg Jones som sin "pausade mästare", "Champion in Recess" i tungvikt och iscensatte därefter en match mellan John Ruiz och Hasim Rahman om en tillfällig "interim-titel". Matchen vanns av Ruiz 13 december 2003. Jones gavs därefter tid att innan 29 februari 2004 avgöra vilken av hans titlar han skulle försvara. Den 20 februari 2004 avstod han sin tungviktstitel för att fokusera på lägre viktklasser. |                      |                               |                     |                       |
| 8 mars 2003 | 9 oktober 20031      | Corrie Sanders                | WBO                 | Sydafrikan            |
| Sanders avsade sig WBO-titeln för att möta Vitalij Klitschko om den vakanta WBC-titeln. |                      |                               |                     |                       |
| 20 februari 2004 | 17 december 2005     | John Ruiz (2:a gång)          | WBA                 | Amerikan              |
| Den 13 december 2003 besegrade Ruiz Hasim Rahman för att vinna WBA:s "interim-titel". När Roy Jones Jr. avstod sin status som "Champion in Recess," erkändes Ruiz som mästare på grundval av denna seger. Den 30 april 2005 besegrades han av James Toney i ett titelförsvar men tio dagar senare meddelades det att Toney hade testat positivt för anabola steroider, nandrolon. Matchresultat ändrades därefter av New York Athletic Commission till en "no contest" varpå WBA meddelade att deras erkännande av Ruiz som mästare skulle bestå. |                      |                               |                     |                       |
| 10 april 2004 | 1 april 2006         | Lamon Brewster                | WBO                 | Amerikan              |
| Brewster besegrade Wladimir Klitschko för att vinna den vakanta titeln. |                      |                               |                     |                       |
| 24 april 2004 | 9 november 20051     | Vitalij Klitschko (2:a gång)  | WBC                 | Ukrainare             |
| Klitschko besegrade Corrie Sanders för att vinna den vakanta titeln. Under perioden som följde drabbades Klitschko av ett antal skador. Till sist utsåg WBC honom som sin "Champion in Recess" och ordnade en match mellan tidigare WBC-mästare Hasim Rahman och Monte Barrett om en "tillfällig" "Interim-titel". Klitschko fortsatte dock att förföljas av upprepade skador och pensionerade sig från boxningen samtidigt som han gav upp sin titel. |                      |                               |                     |                       |
| 9 november 2005 | 12 augusti 2006      | Hasim Rahman (2:a gång)       | WBC                 | Amerikan              |
| Den 13 augusti 2005 besegrade Rahman Monte Barrett för att vinna titeln som organisationens "interimsmästare". När Vitalij Klitschko, WBC:s "pausade mästare" ("Champion in Recess") avstod titeln tre månader senare blev Rahman status höjd till fullt erkänd mästare. |                      |                               |                     |                       |
| 17 december 2005 | 14 april 2007        | Nikolaj Valujev               | WBA                 | Ryss                  |
| 1 april 2006 | 4 november 2006      | Siarhej Liakovitj             | WBO                 | Vitryss               |
| 22 april 2006 | 23 februari 2008     | Wladimir Klitschko (2:a gång) | IBF                 | Ukrainare             |
| 12 augusti 2006 | 8 mars 2008          | Oleg Maskajev                 | WBC                 | Amerikan / Ryss       |
| Född i Kazakstan till ryska föräldrar, emigrerade Maskajev till USA 1999 och förvärvade amerikanskt medborgarskap 2004. Han blev rysk medborgare först i september 2006. |                      |                               |                     |                       |
| 4 november 2006 | 2 juni 2007          | Shannon Briggs                | WBO                 | Amerikan              |
| 14 april 2007 | 20 juni 20093        | Ruslan Tjagajev               | WBA                 | Uzbek                 |
| Under denna period drabbades Tjagajev av skador, bland annat en avsliten hälsena under träningen till sitt titelförsvar planerat till den 5 juli 2008 i ett returmöte med Nikolaj Valujev. Efter denna skada betecknade WBA Tjagajev som sin "Champion in Recess" och ordnade därför en match mellan Valujev och John Ruiz om den lediga titeln som vanns av Valujev 30 augusti 2008. Tjagajev skulle återvända till ringen men inte i ett möte med Valujev; istället förlorade han mot Wladimir Klitschko. Till sist drog WBA tillbaka sitt erkännande av Tjagajev. |                      |                               |                     |                       |
| 2 juni 2007 | 23 februari 2008     | Sultan Ibragimov              | WBO                 | Ryss                  |
| 23 februari 2008 | 2 juli 2011          | Wladimir Klitschko            | IBF, WBO            | Ukrainare             |
| 8 mars 2008 | 11 oktober 2008      | Samuel Peter                  | WBC                 | Nigerian              |
| 30 augusti 2008 | 7 november 2009      | Nikolaj Valujev (2:a gång)    | WBA                 | Ryss                  |
| Valujev besegrade John Ruiz för att vinna den vakanta titeln. När Tjagajev återkom till ringen menade WBA att han var tvungen att boxas mot Valujev senast den 26 juni 2009. När Tjagajev underlåtit att göra detta blev Valuejv tack vare sin interimstitel erkänd som fullvärdig världsmästare och stödet för Tjagajev drogs tillbaka. |                      |                               |                     |                       |
| 11 oktober 2008 | 15 december 20131    | Vitalij Klitschko (3:e gång)  | WBC                 | Ukrainare             |
| 7 november 2009 | 2 juli 2011          | David Haye                    | WBA                 | Britt                 |
| 2 juli 2011 | 28 november 20155    | Wladimir Klitschko            | IBF, WBO, WBA (Sup) | Ukrainare             |
| Efter Klitschkos seger över David Haye 2 juli 2011 var alla de stora tungviktstitlarna i ägo av bröderna Klitschko. Detta fram till dess att Vitalij avstod sin WBC-titel och lade handskarna på hyllan. |                      |                               |                     |                       |
| 27 augusti 2011 | 5 oktober 20134      | Alexander Povetkin            | WBA (Reg)           | Ryss                  |
| Povetkin besegrade Ruslan Tjagajev för att vinna WBA:s vakanta "Regular title" (reguljära titel). |                      |                               |                     |                       |
| 10 maj 2014 | 17 januari 2015      | Bermane Stiverne              | WBC                 | Kanadensare           |
| Haiti-födde Stiverne besegrade Cristobal Arreola för att vinna den vakanta titeln. |                      |                               |                     |                       |
| 6 juli 2014 | 5 mars 2016          | Ruslan Tjagajev (2:a gång)    | WBA (Reg)           | Uzbek                 |
| Tjagajev besegrade Fres Oquendo för att vinna WBA:s vakanta "reguljära" titel. För att komplicera saken erkände WBA 17 oktober 2015 Luis Ortiz som sin "interimsmästare" efter dennes seger över Matias Ariel Vidondo, trots att Tjagajev endast tre månader tidigare framgångsrikt hade försvarat sin titel. |                      |                               |                     |                       |
| 17 januari 2015 | 22 februari 2020     | Deontay Wilder                | WBC                 | Amerikan              |
| 28 november 2015 | 8 december 2015      | Tyson Fury                    | WBO, WBA (Sup), IBF | Britt                 |
| Bara tio dagar efter att ha vunnit sin titel drog IBF tillbaka sitt erkännande av Fury som mästare efter hans vägran att försvara den mot Vjatjeslav Glazkov och istället skrev kontrakt om ett returmöte med Wladimir Klitschko. |                      |                               |                     |                       |
| 8 december 2015 | 12 oktober 2016      | Tyson Fury                    | WBO, WBA (Sup), (-) | Britt                 |
| Efter att Furys mentala hälsa blivit sämre sedan titelvinsterna, samtidigt som han var under utredning för dopning gällande kokain och fynd av nandrolon i blodet bedömdes han som medicinskt olämplig att boxas. Han beslutade då att avsäga sig sina kvarvarande titlar – WBA (Super) och WBO. |                      |                               |                     |                       |
| 16 januari 2016 | 9 april 2016         | Charles Martin                | IBF                 | Amerikan              |
| Martin besegrade Vjatjeslav Glazkov för att vinna den vakanta IBF-titeln. |                      |                               |                     |                       |
| 5 mars 2016 | 12 maj 2016          | Lucas Browne                  | WBA (Reg)           | Australiensare        |
| Browne besegrade Ruslan Tjagajev för att vinna WBA:s "reguljära" mästerskapstitel, men Browne testade därefter positivt för Clenbuterol varvid WBA drog tillbaka sitt erkännande. |                      |                               |                     |                       |
| 9 april 9 2016 | 29 april 2017        | Anthony Joshua                | IBF                 | Britt                 |
| 12 maj 2016 | 25 juli 20163        | Ruslan Tjagajev (3:e gång)    | WBA (Reg)           | Uzbek                 |
| Tjagajev tilldelades titeln efter att Browne testat positivt för dopning. Han fråntogs dock densamma bara några månader senare då han inte velat möta WBA:s obligatoriska utmanare. |                      |                               |                     |                       |
| 10 december 2016 | 31 mars 2018         | Joseph Parker                 | WBO                 | Nyzeeländare / Samoan |
| Parker besegrade Andy Ruiz för att vinna WBO:s vakanta titel. |                      |                               |                     |                       |
| 29 april 2017 | 31 mars 2018         | Anthony Joshua                | IBF, WBA (Sup)      | Britt                 |
| 25 november 2017 | 29 januari 2021      | Manuel Charr                  | WBA (Reg)           | Tysk / Syrier         |
| Charr besegrade Alexander Ustinov för att vinna WBA:s "reguljära" titel. Några dagar innan han skulle försvara sitt bälte (mot Fres Oquendo i september 2018) testade Charr positivt för drostanolon och trenbolon varpå matchen ställdes in. Några fler försök till titelförsvar blev det inte och i januari 2021 fråntogs Charr titeln på grund av inaktivitet. |                      |                               |                     |                       |
| 31 mars 2018 | 1 juni 2019          | Anthony Joshua                | IBF, WBA (Sup), WBO | Britt                 |
| 1 juni 2019 | 7 december 2019      | Andy Ruiz                     | IBF, WBA (Sup), WBO | Amerikan / Mexikan    |
| 7 december 2019 | 25 september 2021    | Anthony Joshua (2:a gång)     | IBF, WBA (Sup), WBO | Britt                 |
| 22 februari 2020 | Nuvarande (feb 2022) | Tyson Fury (2:a gång)         | WBC                 | Britt                 |
| 29 januari 2021 | Nuvarande (feb 2022) | Trevor Bryan                  | WBA (Reg)           | Amerikan              |
| Bryan besegrade Bermane Stiverne för att vinna WBA:s vakanta "reguljära" titel. |                      |                               |                     |                       |
| 25 september 2021 | Nuvarande (feb 2022) | Oleksandr Usyk                | IBF, WBA (Sup), WBO | Ukrainare             |

### Fotnoter
1. Avsagd titel
2. Pensionerade sig från boxningen som mästare, avsade sig samtidigt titeln.
3. VM-titelns erkännande tillbakataget av sanktionerande organ beroende på boxarens vägran att möta organisationens topprankade utmanare.
4. Erkänd av WBA som tungviktsdivisionens "Reguljära" mästare, jämte den "Supermästare" som erkänns av flera organ samtidigt.
5. Erkänd av WBA som tungviktsdivisionens "Supermästare".

## Sammanlagda regeringstider (top 10)
Senast uppdaterat 19 februari 2022
Listan inkluderar bara de stora titlarna (WBC, WBA, IBF, WBO och den innan 1962 universellt erkända Världsmästartiteln i tungviktsboxning) och inte någon så kallad "linjär titel".
Nycklar:
- med fetstil indikerar en eventuell nuvarande mästare och hans antal dagar som mästare
- WHC = officiellt erkänd som "Världsmästare i tungviktsboxning"

|     | Namn               | Dagar som mästare | Antal gånger | Titlar erkända av | Sammanlagt antal titelförsvar |
| --- | ------------------ | ----------------- | ------------ | ----------------- | ----------------------------- |
| 1.  | Wladimir Klitschko | 4 382             | 2            | IBF, WBA, WBO     | 23                            |
| 2.  | Joe Louis          | 4 270             | 1            | NYSAC, NBA        | 25                            |
| 3.  | Vitalij Klitschko  | 2 735             | 3            | WBO, WBC          | 12                            |
| 4.  | Larry Holmes       | 2 661             | 1            | WBC, IBF          | 20                            |
| 5.  | Jack Dempsey       | 2 638             | 1            | WHC, NYSAC, NBA   | 5                             |
| 6.  | John L. Sullivan   | 2 566             | 1            | WHC               | 4                             |
| 7.  | Muhammad Ali       | 2 363             | 3            | NYSAC, WBC, WBA   | 19                            |
| 8.  | Lennox Lewis       | 2 346             | 3            | WBC, IBF, WBA     | 14                            |
| 9.  | Jack Johnson       | 2 291             | 1            | WHC               | 8                             |
| 10. | Evander Holyfield  | 2 235             | 4            | WBA, WBC, IBF     | 7                             |

### Allmänna källor
- Arnold, Peter (1989). Encyclopedia of Boxing. London: WH Smith Books. ISBN 1-85435-200-8
- BoxRec World Title Lineages